# Liudolfo di Sassonia
Liudolfo di Sassonia (805/820 circa – 12 marzo 864 o 866), fu un conte o margravio sassone.

## Biografia
Egli è citato come dux Orientalium Saxonum, nella Vita et Obitus Hathumodæ di Agio di Corvey. Egli era però conte (o duca) della sola Ostfalia (tra il Weser e il Leine), e solo i suoi due figli e successori Bruno ed Ottone controllarono tutta la Sassonia. L'attribuzione di "duca di Sassonia" avvenne probabilmente a posteriori, nel momento in cui i Liudolfingi ascesero al trono imperiale, i quali dunque applicarono retroattivamente il titolo ducale al loro fondatore della dinastia: infatti Vitichindo di Corvey, nei suoi Res Gestae Saxonicae, non parla mai del rango di Liudolfo.
Liudolfo era figlio del conte Bruno e di Gisla di Verla. I suoi zii, secondo Albert Karl Hömberg, erano Ecberto e Ida. La moderna ricerca storica lo vuole discendente della dinastia degli Ecbertini.
Liudolfo estese i suoi possedimenti nella bassa Sassonia. Partecipò alle guerre di Ludovico II il Germanico contro i normanni e gli slavi. Da lui prese nome la dinastia dei Liudolfingi, divenuta, poi, con il nipote Ottone degli Ottoni. Nell'845, assieme alla consorte e con la benedizione del sovrano Ludovico, si recò in pellegrinaggio a Roma per chiedere a papa Sergio II il permesso di edificare il monastero di Gandersheim (i cui lavori iniziarono nell'852, i quali durarono vent'anni e vennero completati dopo la morte di Liudolfo) e alcune reliquie da porvi: egli ricevette dunque, oltre al permesso, le reliquie dei papi Innocenzo I e Anastasio I, che divennero conseguentemente i patroni del neonato ente religioso; a capo di esso venne posta la figlia di Liudolfo, Hathumoda. Liudolfo vi venne sepolto alla sua morte, nell'864 o 866.

## Matrimonio e figli
Sposò, prima dell'830, Oda, figlia di un principe sassone chiamato Billung. Oda morì il 17 maggio 913, alla veneranda età di 107 anni, dopo essersi ritirata nel convento da lei fondato assieme al marito. Nell'845/846, Liudolfo e sua moglie si recarono a Roma per chiedere a papa Sergio II il permesso di fondare delle abbazie.
Dalla loro unione nacquero i seguenti figli:
- Bruno, duca di Sassonia;
- Ottone, detto l'Illustre, (*830~840 †2.II.880), padre di Enrico I di Sassonia l'Uccellatore;
- Tankmaro (*? †878), dall'877 abate dell'abbazia di Corvey;
- Liutgarda (840~850 † 17 novembre 885), sposò nell'874 Ludovico III il Giovane[b 12];
- Enda (*? †?), sposata;
- Hathumoda (*? †874[b 9]), prima badessa dell'abbazia di Gandersheim;
- Gerberga (*? †896[b 9]), succedette alla sorella Hathumoda come badessa dell'abbazia di Gandersheim;
- Cristina (*? †919[b 9]), terza badessa dell'abbazia di Gandersheim[b 12];
- un'altra figlia e due o tre figli morti in giovane età.

Liudolfo potrebbe essere stato il padre o il nonno di Friderada e forse il padre di Oda di Sassonia, che sposò Lotario I di Stade, il quale morì nella battaglia della landa di Luneburgo assieme al, possibile, cognato Bruno di Sassonia.

### Esplicative
1. ↑  Il titolo di Liudolfo era alternativamente conte o margravio dei Sassoni Orientali, e posteriormente venne indicato come duca.
2. ↑  O Brunhart, conte o margravio del Sacro Romano Impero.
3. ↑  In italiano: duca dei Sassoni Orientali.

### Bibliografiche
1. ↑  Agius Presbyter, p. 167.
2. 1 2 3  Carla del Zotto, p. 26.
3. ↑  Widukind di Corvey, p. 164.
4. ↑  Carla del Zotto, p. 109. (L'autrice, erroneamente, cita I, 6 e non I, 16).
5. ↑  Frederick George Meeson Beck, p. 268.
6. ↑  Albert K. Hömberg, p. 122.
7. ↑  Georg Waitz, p. 192.
8. ↑  Carla del Zotto, p. 112.
9. 1 2 3 4 5  Carla del Zotto, pp. 23, 24.
10. ↑  Odilone di Cluny, p. 24.
11. ↑  Gerd Althoff, p. 38.
12. 1 2  Jana K. Schulman, p. 271.